# Nebenwirkungen (Allen)
Nebenwirkungen (Originaltitel: Side effects) ist eine erstmals 1980 bei Random House erschienene Textsammlung von Woody Allen. Die deutsche Übersetzung von Benjamin Schwarz erschien erstmals 1981 bei Rogner & Bernhard.

## Kurzbeschreibung
Nebenwirkungen enthält 17 Texte unterschiedlicher Gattung und unterschiedlicher Erzählperspektive zu unterschiedlichen Themen.

## Inhalte der einzelnen Texte

### So war Nadelmann
(Originaltitel: Remembering Needleman)
Der Ich-Erzähler berichtet nachrufartig über den Akademiker Sandor Nadelmann, der nach der Machtergreifung aus Berlin geflohen war. „Als Busch verkleidet und sich mit jeweils drei raschen Schritten nur seitwärts bewegend, überschritt er unbemerkt die Grenze“, gelangte schließlich in sein US-Exil. Nadelmann, so der Ich-Erzähler, „hatte das Gefühl, Sprechen sei die verkehrte Art, mit Menschen umzugehen, und selbst seine vertraulichsten Gespräche führte er mit Hilfe von Signalflaggen.“ Gelegentlich aber muss Nadelmann doch gesprochen haben, denn der Ich-Erzähler berichtet, Nadelmann habe gerne gesagt „Gott schweigt“ und gefordert, „wenn wir jetzt bloß die Menschen dazu brächten, die Klappe zu halten.“ Zu Nadelmanns unvollendeten Werken gehört „ein Buch über den Holocaust. Dieses aber mit Ausschneidefiguren.“ Nadelmann starb, „als er in seiner Mittagspause bei einem Hausabriß zusah“ und ihm „von einer Rammkugel der Kopf eingeschlagen wurde“.

### Der zum Tode Verurteilte
(Originaltitel: The condemned)
Cloquet, seines Zeichens Geflügelpsychologie-Dozent an der Sorbonne, möchte den einst mit ihm befreundeten Faschisten Gaston Brisseau im Schlafe in dessen Bett erschießen, zögert jedoch insgesamt über zwei Stunden, sieht ein, dass er dazu unfähig ist und flieht. Seiner attraktiven marxistischen Bekannten Juliet gegenüber erklärt er jedoch, Brisseau getötet zu haben, was mit bewirkt, dass es mit ihr zum Geschlechtsverkehr kommen kann. Am nächsten Morgen wird Cloquet zu seiner Überraschung wegen Mordes an Brisseau festgenommen. Die Beweislast ist erdrückend, da Cloquet Spuren hinterließ, und Cloquet wird zum Tod durch die Guillotine verurteilt. In der Todeszelle gibt er sich teilweise absurden Gedanken hin, kommt aber am Tag seiner Hinrichtung frei, weil der wahre Mörder von Brisseau ein Geständnis abgelegt hat.

### Des Schicksals kalte Schulter
(Originaltitel: By destiny denied, Notes for an eight-hundred-page novel – the big book they're all waiting for)
Dieser Text bietet „Notizen zu einem Achthundert-Seiten-Roman – dem großen Buch, auf das alle warten“. In der Vorgeschichte entkommt der Brotkanten-Dieb Solomon Entwhistle im Jahre 1823 durch einen Tunnel einem Glasgower Gefängnis, schifft sich gen USA ein und gründet dort eine „kleine Handelsniederlassung“, die sich „zu einem gigantischen modernen Warenhaus“ entwickeln sollte, in dem im Jahre 1976 Blanche Mandelstam als Schuhverkäuferin arbeitet. In Blanches Schuhabteilung taucht als Kunde der Mann mit dem Frauennamen Carmen Pinchuk auf. „Gegenwärtig ist er bei der Fisch- und Wildbretgesellschaft beschäftigt, wo er dafür bezahlt wird, daß er Eichhörnchen Spanischunterricht erteilt.“ Pinchuk möchte seine Hushpuppies-Schuhe umtauschen, weil sie ihm zu klein sind, hat aber seinen Kassenbon verlegt. „Das zentrale Problem ist, daß er ständig Dinge verlegt. Einmal ging er schlafen, und als er aufwachte, war sein Bett nicht da“. Blanches Problem dagegen ist, dass sie nicht Nein sagen kann, weil sie geliebt werden möchte. „Einmal habe ich ein lebendes Gnu gekauft, weil ich nicht nein sagen konnte.“ Die Hushpuppies werden umgetauscht, doch kommt es zu keiner Romanze zwischen den beiden. Pinchuk fühlt „eine schwere Depression und leichte Benommenheit“ und wird „chinesischer Kellner in einem Kantonrestaurant“ statt Spanischlehrer für Eichhörnchen. „Blanche Mandelstam erlitt kurz darauf einen ziemlichen Nervenzusammenbruch und versuchte, mit einem Foto von Dizzy Dean durchzubrennen.“

### Die UFO-Gefahr
(Originaltitel: The UFO menace)
In dieser „humorvollen Darstellung der absurden Suche nach außerirdischem Leben“ geht es anfangs um fiktive wissenschaftliche Theorien wie die, dass außerirdische Zivilisationen der unseren um etwa fünfzehn Minuten voraus seien oder gar nicht zu uns kommen würden, weil sich die Reise angesichts der Shows am Broadway kaum lohnen würde. Nach einer historischen Rückschau auf geklärte oder ungeklärte UFO-Sichtungen beispielsweise in biblischen Zeiten, durch Goethe, der unter Verweis auf sein Genie nicht von Außerirdischen entführt werden wollte, oder durch einen britischen Adligen, der versehentlich seine Zechernase für ein rotglühendes zigarrenförmiges UFO hielt, endet die Geschichte mit der Erzählung eines Fabrikarbeiters aus Louisiana, der angeblich von Außerirdischen entführt wurde, die damit drohten, die Menschen sollten in Frieden leben, sonst würde das UFO in gewalttätiger Absicht wiederkehren.

### Meine Apologie
(Originaltitel: My apology)
Der Ich-Erzähler Allen schildert einen Traum in Form eines Bühnenstücks, in dem Allen die letzten Stunden des Sokrates nachlebt und in der Todeszelle besucht wird durch Simmias von Theben und Agathon von Athen. Am Anfang gibt Allen sich noch tapfer mit Sentenzen wie „Der Tod ist ein Zustand des Nichtseins. Was nicht ist, existiert nicht. Also existiert der Tod nicht.“ Doch lässt seine Tapferkeit nach, er distanziert sich von dieser Sentenz mit den Worten: „Na, hör mal – ich habe vielerlei bewiesen. So bezahl ich meine Miete.“ Es kommt dazu, „dass ich schamlos um Hilfe winsele, und alles scheint verloren. Da nimmt der Traum aufgrund irgendeines angeborenen Überlebenstriebes eine Wendung, und ein Bote erscheint“, der die Nachricht bringt, dass der Todgeweihte begnadigt worden wäre.

### Das Zwischenspiel mit Kugelmaß
(Originaltitel: The Kugelmass episode)
In dieser „wohl berühmtesten Kurzgeschichte“ von Woody Allen ist der in zweiter Ehe unglücklich verheiratete CCNY-Professor Sidney Kugelmaß sehr erpicht auf eine außereheliche Affäre, zögert aber, weil ihn eine zweite Scheidung ruinieren würde. Der Zauberer Persky kontaktiert Kugelmaß und macht ihn mit einem magischen Schrank bekannt, der Kugelmaß in die Welt eines Buches seiner Wahl versetzen kann. Kugelmaß bedient sich des Schrankes, flirtet mit Madame Bovary, muss wegen eines Termins zurück und sieht frohgemut einer Zukunft als Bovary-Liebhaber entgegen, der die heimische Gattin nicht fürchten muss. Kugelmaß weiß jedoch nichts von der Wechselwirkung, dass er nun in der Bovary-Schullektüre in verschiedenen Klassenzimmern im ganzen Land als Romanfigur auftaucht und sich Schüler über diesen unvorhergesehenen Kahlkopf wundern. Monatelang nimmt Kugelmaß die Bovary-Dienste Perskys in Anspruch. Da Kugelmaß Madame Bovary vom Oscar erzählt, möchte sie die Filmbranche kennenlernen, und Persky ermöglicht es, dass Madame Bovary mittels seiner Magie aus dem Roman in die Realität versetzt wird, während sie zur Verwunderung der Leser aus den Büchern verschwindet. Aufgrund eines technischen Fehlers kann Madame Bovary aber nicht mehr in die Romanhandlung zurückkehren und verlangt von Kugelmaß, dass er sie in die Romanhandlung zurückbringen lasse oder heirate; die beiden entfremden sich. Als der technische Defekt behoben ist, kann Madame Bovary zurückkehren, Kugelmaß schwört sich zunächst, nie wieder auf Perskys Dienste zurückzugreifen, will später dann aber doch in Portnoys Beschwerden versetzt werden. Bei diesem Versuch geht der magische Schrank in Flammen auf, Persky erleidet einen tödlichen Herzinfarkt und Kugelmaß landet versehentlich in einem Spanisch-Lehrbuch, wo ihn ein hässliches Verb über karges Gelände jagt.

### Meine Ansprache an die Schulabgänger
(Originaltitel: My speech to the graduates)
Der Ich-Erzähler stellt in diesem Redetext auf „seine einfachste Form gebracht“ das Problem in den Raum: „Wie ist es möglich, in einer begrenzten Welt einen Sinn zu finden, wenn ich nur von meiner Taillenweite und Hemdgröße ausgehe?“ Kann Gott die Lösung sein? Der Mensch befinde sich „mitten in einer Glaubenskrise. […] Er hat die verheerenden Auswirkungen des Krieges gesehen, er hat Naturkatastrophen erlebt, er ist in Singlebars gewesen. […] Im Gefühl, ohne Gott zu sein, haben wir die Technik zum Gott gemacht. Aber kann die Technik denn wirklich die Lösung sein […]? Mein neuer Toaster hat in vier Jahren noch kein einziges Mal richtig funktioniert“, sondern schießt Toastbrotscheiben in den Raum: „Einmal haben sie einer Frau, die ich von ganzem Herzen liebte, das Nasenbein gebrochen.“

### Die Diät
(Originaltitel: The diet)
Der Büroangestellte F. ist frustriert wegen seines feindseligen Berufsumfelds, frustriert wegen der bürokratischen Hürden, die er nehmen müsste, um an einen neuen Bürostuhl zu kommen – der alte fällt um, wenn man entspannt die Füße auf den Schreibtisch legt – und frustriert, weil ein Bürokollege sogar zwei Stühle hat. Sein Leben will F. nun ändern, macht mehrere Wochen lang eine Diät, und mit seinem Gewicht verringert sich auch sein Pech: Ein Minister lädt F. zu einem Gespräch, das der Minister zuvor verweigert hatte. Während eines späteren Gesprächs mit einem Bekannten kann F. jedoch einem Eclair nicht widerstehen, und damit kehrt anscheinend sein Pech zurück: Sein Gesprächspartner erklärt, er habe gehört, der Minister wolle F. wegen bestimmter Anschuldigungen sprechen. F. springt von seinem Tisch auf, rennt nach Hause, wirft sich vor seinem Vater auf den Boden und weint.

### Erinnerungen – Orte und Menschen
(Originaltitel: Reminiscences: places and people)
In diesem „Reisebericht“ blickt der Ich-Erzähler auf ihn prägende Begegnungen und die zugehörigen Orte zurück: Brooklyn samt Ebbets Field, New Orleans samt dortigem Mardi Gras, Paris, Mexiko, London. Hierbei verwebt der Ich-Erzähler skurrile Anekdoten mit feinen Beobachtungen scheinbar unwichtiger Momente oder Personen, die dennoch bleibende Spuren in seinem Gedächtnis hinterließen.

### Die Geschichte vom Verrückten
(Originaltitel: The lunatic's tale)
Der Ich-Erzähler und begnadete Chirurg Dr. Ossip Parks ist weitgehend glücklich liiert mit der intellektuellen Olive Chomsky, doch „wenn das Licht aus einem ganz bestimmten Winkel auf sie fiel“ ähnelt Olive Parks‘ ausgesprochen hässlicher Tante Rifka, was Parks‘ sexuelles Verlangen abtötet. Doch dann beginnt Parks eine Affäre mit einem „Fotomodell namens Tiffany Schmiederer, deren das Blut gerinnen lassende Geistesgaben in absolut umgekehrtem Verhältnis zu der erotischen Ausstrahlung standen, die jeder ihrer Poren entströmte.“ Das Doppelleben zwischen seiner Geistesliebe Olive und seiner körperlichen Liebe Tiffany fordert seinen Tribut, „während die Monate vergingen. Denn ich glich langsam mehr und mehr der Gestalt aus Edvard Munchs ‚Der Schrei‘.“ Eine Dreiecksbeziehung jedoch scheidet aus, weil Parks sich sonst seiner Einschätzung nach auf Olives „britischen Regenschirm gespießt wiederfände.“ Angeregt durch einen Lugosi-Horrofilm, in dem Lugosi „als wahnsinniger Wissenschaftler das Hirn irgendeines unglücklichen Opfers gegen das eines Gorillas“ austauscht, betäubt Parks die beiden Frauen und pflanzt deren Gehirne um. Tiffany fand sich in Olives Körper „zu ihrer Freude vom Fluch erlöst, ein Sexobjekt zu sein“, und Park heiratet Olive, „plötzlich Besitzerin einer geradezu kosmischen Oberflächenbeschaffenheit“, kann aber „nach mehreren Monaten […] völlig unbegreiflicherweise“ nichts mehr an ihr finden und verliebt sich in eine Stewardess, „deren knabenhafte, flache Figur und näselnder Alabama-Akzent mein Herz Purzelbäume schlagen ließen. Das war der Augenblick, wo ich meine Stellung im Krankenhaus aufgab“ und zum „New Yorker Straßenirren“ wurde.

### In bösen Zeiten leben wir
(Originaltitel: Nefarious times we live in)
Der Ich-Erzähler Willard Pogrebin ist das Opfer gewesen von geheimen Experimenten der US-Armee, die feststellen wollte, „wieviel LSD ein Mensch vertragen“ kann und außerdem mit einem präparierten Pfeil auf ihn schoss, was bewirkte, „daß ich haargenau so aussah und sprach wie Salvador Dalí.“ Vermeintlich geheilt durch eine „Elektroschocktherapie im Veteranenkrankenhaus“ wird Pogrebin von zwei Kaliforniern gezwungen, sich einer satanistischen Hippie-Sekte anzuschließen, wo „mehrere junge Frauen im Trancezustand mich mit organisch-biologischer Gesundheitskost vollstopften und dann versuchten, mir mit einem Lötkolben das Pentagramm auf die Stirn zu brennen. […] Weitere Einzelheiten sind mir entfallen, allerdings war mein Verstand wohl ziemlich mitgenommen, als ich zwei Monate später in Beverly Hills beim Versuch verhaftet wurde, eine Auster zu ehelichen.“ Nach seiner Entlassung aus dem Polizeigewahrsam gerät Pogrebin vorübergehend in die Psycho-Sekte des Reverends Chao Bok Ding, „einem mondgesichtigen Erwählten, der die Lehren Laotses mit der Weisheit Robert Vescos verband“ und einen „Glaubenskrieg gegen die NATO-Staaten“ führen wollte. Pogrebin sucht sein Heil anschließend bei einem anderen Therapeuten, in einer „Gruppe von Neurotikern, von denen die meisten mit konventionellen Behandlungen Schiffbruch erlitten hatten“, und mit jenen wird Pogrebin „zu einem reizenden ländlichen Bad gefahren. Ich nehme an, mich hätten der Stacheldraht und die Schäferhunde etwas argwöhnisch machen sollen“, und nicht minder, dass der Therapeut „ein ausgewachsener Psychopath“ war, der seinen Patienten zur Therapie aus Mein Kampf vorliest. Befreit dank eines „Sturmangriffs auf das Anwesen durch Agenten Simon Wiesenthals“, wird Pogrebin als Krawallmacher in Berkeley und FBI-Spion tätig, von Präsidialbeamten entführt und soll Gerald Ford „durchs ganze Land nachreisen und ab und an mal auf ihn schießen“, denn das böte Ford „die Möglichkeit, mutig zu wirken, und könne als Ablenkung von wirklichen Problemen dienen, mit denen fertig zu werden er sich außerstande sehe.“ Zwei Tage später trifft Pogrebin bei solch einem Pseudo-Attentat versehentlich eine Bratwurst und wird „zur Beobachtung abtransportiert.“

### Ein Riesenschritt für die Menschheit
(Originaltitel: A giant step for mankind)
Das Tagebuch eines Wissenschaftlers gibt die Tätigkeit von zweier Wissenschaftler und einer Wissenschaftlerin wieder, die monatelang an einem Heilmittel gegen drohenden Bolustod oder drohende Erstickung arbeiten. Es kommt während ihrer gemeinsamen Arbeit zu Diskussionen, zu Experimenten in Form von unaufgeforderten praktischen Versuchen an überraschten Restaurant-Besuchern sowie zu Tierversuchen an Mäusen statt an Sträflingen, trotz des guten Arguments, dass letztere aufgrund ihres Hungers gewissenhaft im Abstand von fünf Sekunden große Fleischstücke zu sich nähmen und aufgrund ihres Verstandes die Anweisung befolgten, das Fleisch vor dem Schlucken nicht zu kauen. Gegen Ende des Textes wird die Projektfinanzierung eingestellt, da die finanzierende Stiftung das Geld lieber für Scherzartikel ausgeben möchte. Am letzten Arbeitstag entdeckt der Tagebuch-Schreiber zufällig an seiner geliebten Kollegin, die einen Hering verschluckt hat, dass eine bestimmte Art von lebensrettendem Griff gegen Bolustod oder Erstickung hilft. Doch das dritte Teammitglied gibt zu bedenken, eine Wirkung bei verschluckten Heringen könne nicht auf andere verschluckte Gegenstände verallgemeinert werden. Zu weiteren Experimenten fehlt aber das Geld. Daher heimsen nicht die drei Wissenschaftler den Ruhm für den Griff ein, sondern Henry Heimlich tut es.

### Der oberflächlichste Mensch, der mir je begegnet ist
(Originaltitel: The shallowest man)
Innerhalb einer Rahmenhandlung aus Ich-Perspektive wird eine „unterhaltsame Anekdote“ erzählt: Das Pokerrunden-Mitglied Meyer Iskowitz erkrankt ernsthaft an Gelbsucht, sein 44-jähriger Karten-Kamerad Lenny Mendel wird von weiteren Pokerrunden-Mitgliedern angeregt, Iskowitz im Krankenhaus zu besuchen, empfindet das aber als „unangenehme Aufgabe“, drückt sich zweieinhalb Wochen darum herum, hofft beinahe, „er erhalte die Nachricht, es sei vorüber und Meyer gestorben, damit wäre er aus dem Schlamassel.“ Als er sich dann doch zu einem Besuch aufrafft, um in seinen eigenen Augen „und in denen der Welt als ein besserer Mensch“ dazustehen, verliebt er sich Hals über Kopf in die 24-jährige Krankenschwester Miss Hill. Um in deren Augen ein besserer Mensch zu scheinen, besucht Mendel den vereinsamten Todkranken und beschenkt ihn mit Dingen, die eher Miss Hill beeindrucken als Iskowitz beglücken sollen. Nachdem Iskowitz gestorben ist, beginnt Mendel sich mit Miss Hill zu verabreden. „Sie hatten eine Affäre, die ein Jahr dauerte“.

### Die Frage
(Originaltitel: The query)
Es handelt sich um einen Einakter, in dessen erster Szene Abraham Lincoln seinen Pressesekretär anweist, bei einer Pressekonferenz nach der präsidialen Meinung zur Ideallänge eines männlichen Beins zu fragen. Der irritierte Pressesekretär erkundigt sich, warum er diese Frage stellen solle, und Lincoln meint, er hätte auf diese Frage eine schlagfertige Antwort, die im Kabinett für Gelächter gesorgt habe. In der zweiten Szene äußert Lincoln im heimischen Schlafzimmer seiner Frau gegenüber Selbstzweifel, die dadurch bestärkt werden, dass seine Frau bekundet, die Antwort, an die Lincoln sich erinnere, sei gar nicht die, die er im Kabinett gegeben habe. Die dritte Szene spielt in der Hütte eines Soldaten-Vaters, dessen Sohn beim Wachdienst eingeschlafen ist und daher hingerichtet werden soll. Der Soldaten-Vater hat bei Lincoln wegen einer Begnadigung persönlich vorsprechen wollen, ist aber wegen des ungewohnten Umfelds von seiner geplanten Frage abgewichen und hat sich bei Lincoln nach der präsidialen Meinung zur Ideallänge eines männlichen Beins erkundigt. Dieses Versagen des Soldaten-Vaters erzürnt dessen Frau. Lincoln besucht das Ehepaar überraschend, der Soldaten-Vater weint wegen seiner Frage, Lincoln wegen seiner Antwort, die er für ein Non sequitur hält, und erlässt eine Generalamnestie.

### Wir aßen für Sie im „Fabrizio‘s“
(Originaltitel: Fabrizio's: criticism and response)
Es handelt sich bei diesem Text scheinbar um die Kombination einer Restaurantkritik mit darauf bezogenen Leserbriefen sowie einer Antwort des Restaurantkritikers. Rezensiert wird Fabrizio’s Villa Nova Restaurant. Dessen Küchenchef Mario Spinelli „ist jahrelang ein hingebungsvoller italienischer Kommunist gewesen und hat sich außerordentlich erfolgreich für seinen Marxismus stark gemacht, indem er ihn auf raffinierte Weise in Tortellini füllte.“ Entsprechend politisiert ist ein Teil der Leserbriefe, in denen unter anderem Beschwerde geführt wird darüber, dass das Restaurant „mit seiner Speisekarte den Kommunismus zu fördern“ trachtete und in den Dreißiger Jahren „eine Brutstätte kompromißloser Stalinisten war, die arglosen Leuten, die Pasta bestellt hatten, Blinis zu servieren versuchte.“

### Die Vergeltung
(Originaltitel: Retribution)
Der 24-jährige angehende jüdische Dramatiker und Ich-Erzähler Harold Cohen ist liiert mit der 22-jährigen WASP-Schauspielerin Connie Chasen. Cohen traut seinem Glück mit Connie nicht ganz, weil er sie zu gut für sich findet. „Welchen gräßlichen Preis würde Harold Cohen zu blechen gezwungen sein, damit das Universum weiter seine harmonischen Runden zöge?“ Diesen: Cohen verliebt sich bei seinem ersten Chasen-Besuch in Connies Mutter, die 55-jährige Emily Chasen, die eigentlich glücklich verheiratet ist, auch wenn Papa Chasen von Emilys künstlerischer Kreativität gänzlich unbeeindruckt bleibt, was Cohen als Hebel für sachte Annäherungsversuche ansieht. „Die nächsten paar Monate über gelang es mir, Emily Chasen viele Male zu sehen. Normalerweise waren wir ganz unschuldig mit Connie zu dritt, wobei wir uns mit Emily in der Stadt trafen und in ein Museum oder Konzert gingen. Ein- oder zweimal machte ich mit ihr etwas allein, weil Connie zu tun hatte. Connie entzückte das – daß ihre Mutter und ihr Liebhaber so gute Freunde seien“, doch die sohn-artige Rolle Harolds bei Emily führt dazu, dass Connie nicht mehr mit ihm schlafen will: „Es ist, als ginge ich mit meinem Bruder ins Bett“. Daran scheitert die Beziehung zwischen Cohen und Connie. Zufällig lässt Emily sich von Papa Cohen scheiden und der bis dahin gehemmte Cohen geht bei Emily nun aufs Ganze, die beiden heiraten. Noch während der Heiratsfeier in Connies Wohnung findet sich Cohen allein mit Connie in deren Schlafzimmer wieder. Connie erklärt, die „ganz neue Situation“ habe alles geändert, und es werde für sie und Cohen „genug Gelegenheiten geben“, körperlich einander wieder näher zu kommen. Die Geschichte endet damit, dass Cohen auf der Bettkante sitzt, durch die offene Schlafzimmertür zu Connie und Emily schaut und „Oi weh!“ murmelt.

### Confessions of a Burglar
(In den deutschen Gesamt-Übersetzungen nicht enthalten.)
Bei dieser im „anekdotenhaften Stil“ gehaltenen Geschichte handelt es sich angeblich um Auszüge aus den Memoiren des Ich-Erzählers Virgil Ives, der vier aufeinanderfolgende neunundneunzigjährige Haftstrafen wegen verschiedener Verbrechen verbüßt. Ives ist der Sohn eines Bankräubers und Postbetrügers mit einer Erpresserin und Brandstifterin, kommt erstmals als Dieb mit dem Gesetz in Konflikt und schafft es, während seines ersten Gefängnisaufenthalts fünfmal auszubrechen. Im Gefängnis lernt er, wie man Glas schneidet sowie ein guter Taschendieb und Tresorknacker zu sein, wird daher nach seiner Entlassung zum erfolgreichen Einbrecher. Höhepunkt seiner Karriere: ein Einbruch im British Museum, der ihm allerdings eine zehnjährige Haftstrafe einbringt. Das Buch schließt mit Tipps, wie man sich gegen Einbrecher wehrt (z. B. sie ausrauben) oder schützt: Ein Bewohner der Bronx habe einmal vor einem Wochenendurlaub zur Abschreckung eine Pappsilhouette von Montgomery Clift in sein Fenster gestellt, die vom zufällig vorbeikommenden echten Montgomery Clift entdeckt worden wäre, der sieben Stunden lang versuchte, mit der Pappfigur ein Gespräch anzufangen.

## Veröffentlichungsgeschichte
Die in Nebenwirkungen veröffentlichten Geschichten wurden zuvor großteils im New Yorker publiziert, mit Ausnahme von Der oberflächlichste Mensch, der mir je begegnet ist und Die Vergeltung, die in The Kenyon Review erstveröffentlicht wurden. In The New Republic erschienen erstmals So war Nadelmann, Die Geschichte vom Verrückten, In bösen Zeiten leben wir und Die Frage. Auch nach der Buch-Veröffentlichung wurden Episoden aus Nebenwirkungen in anderer Form publiziert, beispielsweise deutschsprachig in der Luchterhand-Sammlung Allen für alle.

## Textanalyse
Die Texte in Nebenwirkungen erzählen teils auktorial, teils in der Ich-Form. Bei dem Text Die Frage handelt es sich gänzlich, bei Meine Apologie teilweise um ein Bühnenstück. Die Geschichten spielen an abgesehen von New York, New Orleans, Paris, London, Glasgow, Princeton, Lyme, Berkeley, Los Angeles ungenannten Orten.

### Figuren
Entsprechend der Struktur als Sammelband besitzt Nebenwirkungen keine textübergreifende Figurenkonstellation, ausgenommen die hässliche Tante Rifka, die sowohl Tante von Harold Cohen in Die Vergeltung ist als auch von Ossip Parks in Die Geschichte vom Verrückten. Allerdings gibt es Namensgleichen zu anderen Werken des Autors. So ist Nadelmann die Titelfigur in So war Nadelmann sowie tennisspielende Nebenfigur in Die Metterling Listen aus dem Sammelband Wie du dir, so ich mir, und der Name Persky taucht im Sammelband Wie du dir, so ich mir in Ein kurzer Blick auf das organisierte Verbrechen als namensgebend für die „Ballettschule Fred Persky“ auf, gleichzeitig ist Persky der Name des Zauberers in Das Zwischenspiel mit Kußmaul. Darüber hinaus wird Carmen Pinchuk aus Des Schicksals kalte Schulter in Aus Allens Notizbüchern des Allen-Sammelbands Ohne Leit kein Freud als namensähnliche Nebenfigur (Pinchunk) erwähnt.

### Themen
Entsprechend der Struktur als Sammelband besitzt Nebenwirkungen eine große Themen-Bandbreite. „Das Buch untersucht Absurdität, Neurosen und den Humor, der menschlichen Beziehungen innewohnt“ z. B. in den Kurzgeschichten Der oberflächlichste Mensch, der mir je begegnet ist und Die Vergeltung. Die Texte Die Frage, Der zum Tode Verurteilte, In bösen Zeiten leben wir, Meine Apologie sowie Meine Ansprache an die Schulabgänger gehören dagegen zu denjenigen Allen-Werken, „in denen Allen Humor, Philosophie, Psychoanalyse und Geschichte vermischt, alles mit einer unfehlbaren Dosis der modernen Neurose, die sein Hauptmerkmal ist.“ Beispielsweise in Die UFO-Gefahr, dem Zwischenspiel mit Kugelmaß und bei Der oberflächlichste Mensch, der mir je begegnet ist bietet der Autor eine „scharfsinnige Beobachtung des modernen Lebens“ und eine „Kritik an der Populärkultur“. Darüber hinaus klingt gelegentlich Allens Judentum an, am ausführlichsten während des jüdischen Familiengezeters in Die Vergeltung, weil der 24-jährige Jude Harold Cohen eine mehr als doppelt so alte „Schickse“ heiraten will.

## Rezeption, Adaptionen und Auszeichnung
Nebenwirkungen ist Teil einer „beliebten Trilogie humoristischer Sammlungen“, zu der auch Wie du dir, so ich mir und Ohne Leit kein Freud gehören, und war laut dem brasilianischen L&PM Editores ein „durchschlagender Erfolg beim Publikum“, wurde aber in den Kritiken etwas anderes bewertet als die beiden anderen Trilogie-Teile. Zwar sah Kirkus Reviews das Buch als „typische Allen-Mischung“ an, doch sei es „nicht durchweg urkomisch“ und bringe innerhalb der Trilogie am wenigsten zum Lachen, wäre jedoch gleichzeitig Allens beeindruckendstes Buch, „ein feines Werk nicht nur von Amerikas sicherstem und klügstem Humoristen, sondern auch von einem Geschichtenerzähler mit weisen, luftigen, sich entfaltenden Talenten.“ Das geekspeakmagazine.com entdeckte in der seiner Ansicht nach „unkontrollierbar komischen“ Testsammlung gleichfalls eine „leichte Lektüre mit einer seltsam komplexen Tiefe“.
Die Kurzgeschichte Das Zwischenspiel mit Kugelmaß wurde 1978 mit dem O. Henry Short Story Award ausgezeichnet und 1983 unter der Regie von Manfred Marchfelder vom SWF vertont. Im Jahre 1986 folgte Die Frage 1986 als SWF-Hörspiel von Arturo Möller.

## Deutschsprachige Textausgaben (Auswahl)
- Nebenwirkungen. Aus dem Amerikanischen von Benjamin Schwarz. Rogner und Bernhard, München 1981. ISBN 3-8077-0162-1.
- Nebenwirkungen. Aus dem Amerikanischen von Benjamin Schwarz. (=rororo, Band 5065). Rowohlt, Reinbek bei Hamburg 1986. ISBN 3-499-15065-4.
- Nebenwirkungen. Aus dem Amerikanischen von Benjamin Schwarz. In: Alles von Allen. Storys, Szenen, Parodien. (=rororo, Band 23437) Rowohlt-Taschenbuch-Verlag, Reinbek bei Hamburg 2003. ISBN 978-3-499-23437-8. S. 343–505.